# Dendrophilus punctatus
Dendrophilus punctatus es una especie de coleóptero de la familia Histeridae.

## Distribución geográfica
Habita en Europa y Asia del Norte. También ha sido introducido en América del Norte (desde 1825), posiblemente con productos de almacén.
Mide de 2.8 a 3.5 mm. Se lo encuentra en nidos de aves, bajo la corteza de árboles muertos o en graneros.